# Armée royale du Bhoutan
L'Armée royale du Bhoutan (ou ARB) est la forces armées du royaume du Bhoutan, responsable du maintien de l'intégrité territoriale et de la souveraineté du pays face aux menaces extérieures. Le roi du Bhoutan est le commandant en chef de l'armée. Le chef d'état-major est actuellement le major-général Batoo Tshering.
L'ARB comprend en son sein le corps des gardes royaux, une section d'élite de l'armée chargée d'assurer la sécurité du roi, de la famille royale et des autres personnalités importantes.
Il est habituel mais pas obligatoire qu'un fils de chaque famille bhoutanaise serve dans l'armée. En outre, une milice peut être recrutée en cas d'urgence. Enfin, l'ARB peut éventuellement soutenir la police royale du Bhoutan dans sa mission de maintien de l'ordre.

## Histoire

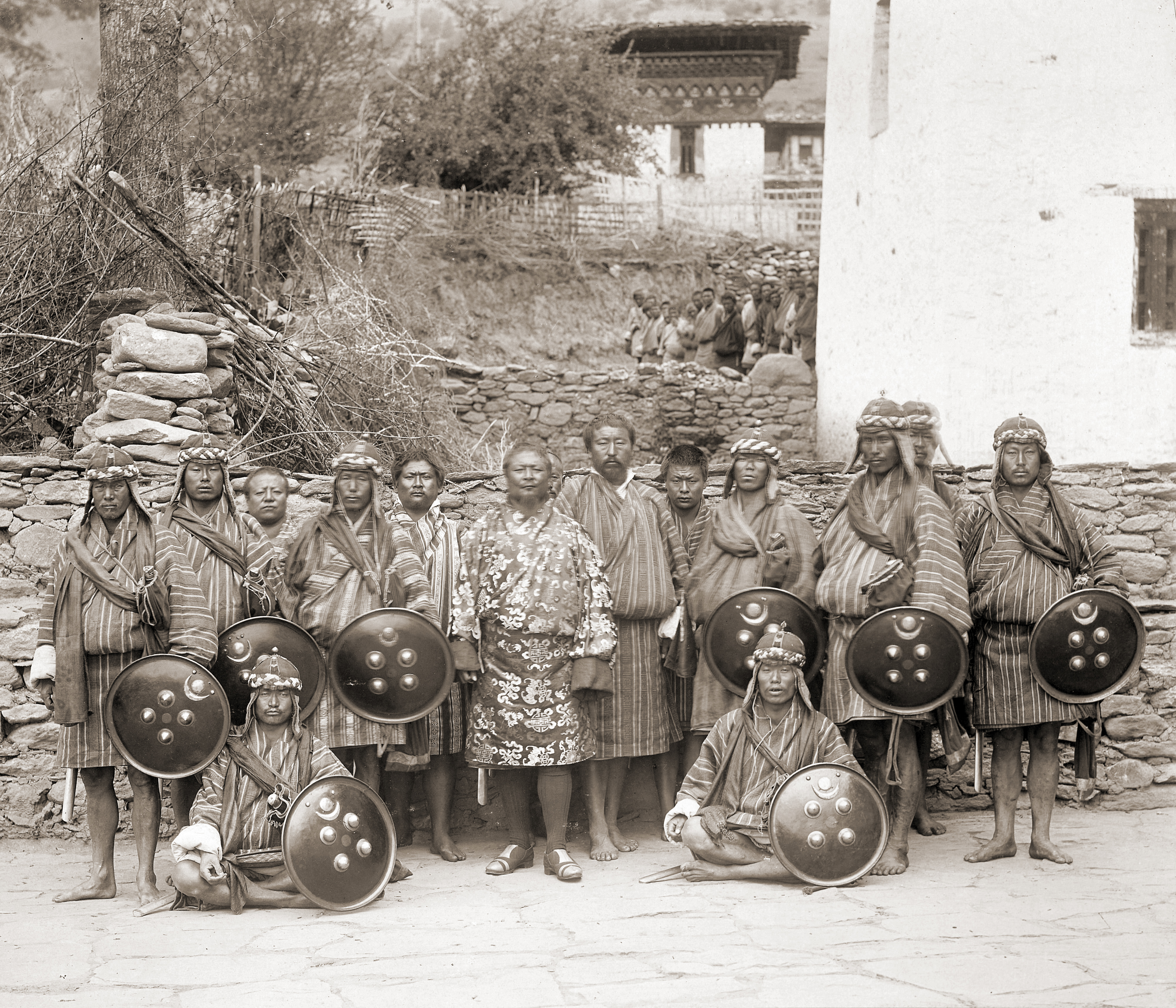
Photo d'Ugyen Wangchuk, le premier roi du Bhoutan, avec ses gardes du corps en 1905, avant la création de l'ARB.

L'ARB est formée dans les années 1950 en réaction à l'intervention de l'Armée de libération nationale de la nouvelle République populaire de Chine. Cette création est fortement soutenue (voire contrainte) par l'Inde. En 1958, le gouvernement royal introduit la conscription et planifie la mise en place d'une armée de 2 500 soldats. Le gouvernement indien n'a alors de cesse d'encourager voire de faire pression sur son voisin pour qu'il abandonne sa neutralité et son isolationnisme et qu'il accepte l'aide économique et militaire indienne. En effet, l'Inde voit dans le Bhoutan le point faible de son système de défense stratégique face à la Chine. Quand le Bhoutan finit par accepter l'offre indienne, l'armée indienne prend la responsabilité de l'entraînement et de l'équipement de la nouvelle armée. En 1968, l'ARB est constituée de 4 850 soldats avec un objectif de recrutement additionnel de 600 soldats par an. En 1990, la RBA compte 6 000 soldats.

## Relations avec les forces armées indiennes
L'armée indienne maintient une mission militaire au Bhoutan connue sous le nom d'équipe d'entraînement militaire indienne qui est responsable de l'entraînement de l'ARB et du corps des gardes royaux. Les officiers de l'ARB sont envoyés pour leur formation à l'académie nationale de défense à Pune et à l'académie militaire indienne à Dehradun.
Le projet DANTAK de l'organisation des routes frontalières, une unité du corps du génie de l'armée indienne, opère au Bhoutan depuis mai 1961. Depuis lors, le projet DANTAK est le responsable de la construction et de la maintenance de plus de 1 500 kilomètres de routes et de ponts, de l'aéroport international de Paro, de l'ancien terrain d'aviation de Yangphula (actuellement en reconstruction), de plusieurs héliports et d'autres infrastructures. Si cette mission sert les nécessités stratégiques indiennes, elle a aussi des avantages économiques pour le Bhoutan.

### Aviation militaire
Deux hélicoptères Mil Mi-8 sont en service en 2025d’un avion de liaison  Dornier 228, de deux avions Airbus A319 ,d’un avion d’affaires monomoteur Pilatus PC-12 et de cinq hélicoptères Mil Mi-24.
L'ARB compte sur le commandement aérien oriental de la Force aérienne indienne pour toute assistance aérienne. Récemment, l'Inde a aidé le Bhoutan à se développer militairement dans tous les domaines grâce à des dons et à des missions d'entraînement. Les hélicoptères de la Force aérienne indienne ont notamment servi à évacuer les blessés bhoutanais de l'opération All Clear de 2003 en Inde pour qu'ils y soient soignés.w

## Opération All Clear (2003)
Au cours des années 1990, les groupes séparatistes indiens du Front uni de libération de l'Assam (FULA), du Front démocratique national du Bodoland (FDNB) et de l'organisation de libération du Kamtapur (OLK) profitent de la jungle dense du sud du Bhoutan pour y établir des camps clandestins. Ils servent à y entraîner les cadres des mouvements, à y entreposer du matériel et sont des bases pour le lancement d'attaques en Inde. Le gouvernement bhoutanais prend conscience de la présence de ces groupes en 1996 et à partir de 1997, la question de ces camps devient un thème récurrent à l'Assemblée nationale. Le gouvernement indien exerce alors une pression diplomatique croissante sur le gouvernement royal pour qu'il élimine ces camps et il lui propose de conduire une opération conjointe contre les groupes séparatistes. Le gouvernement royal souhaite toutefois trouver une solution pacifique et décline l'offre indienne en 1998. Toutefois, en décembre 2003, les négociations n'ont toujours pas débouché sur un accord et le gouvernement bhoutanais lance alors le 13 décembre un ultimatum de 48 heures aux groupes séparatistes pour quitter le territoire. Le 15 décembre, l'armée royale bhoutanaise commence ses opérations contre les groupes séparatistes indiens.

### Opérations de combat
Une force combinée comprenant 6 000 soldats de l'ARB et du corps des gardes royaux bhoutanais lancent l'offensive à partir de 20 camps établis dans la région lors des six ans de négociations infructueuses. Leurs adversaires ont un effectif estimé de 3 000 militants dispersés au sein de trente camps. Le 27 décembre 2003, tous ces camps ont été conquis. En outre, l'ARB s'est emparée de « plus de 500 fusils d'assaut AK-47 et 328 autres types d'armes dont des lance-roquettes et des mortiers en plus de 100 000 munitions. Un canon antiaérien est aussi trouvé sur le site du quartier général du Front uni de libération de l'Assam ».
Le 3 janvier 2004, les trente camps (dont 14 appartiennent au FULA, 11 au FDNB et 5 à l'OLK) ainsi que 35 postes d'observation ont été détruits et leurs militants délogés. Au total, 485 militants des trois organisations citées ci-dessus ont été tués tandis que ceux ayant été capturés ainsi que l'armement et les munitions saisis sont remis au gouvernement indien. Les militants non combattants sont quant à eux remis aux autorités civiles de l'Assam. En tout, l'armée royale du Bhoutan a perdu 11 hommes tandis que 35 ont été blessés.

## Personnel

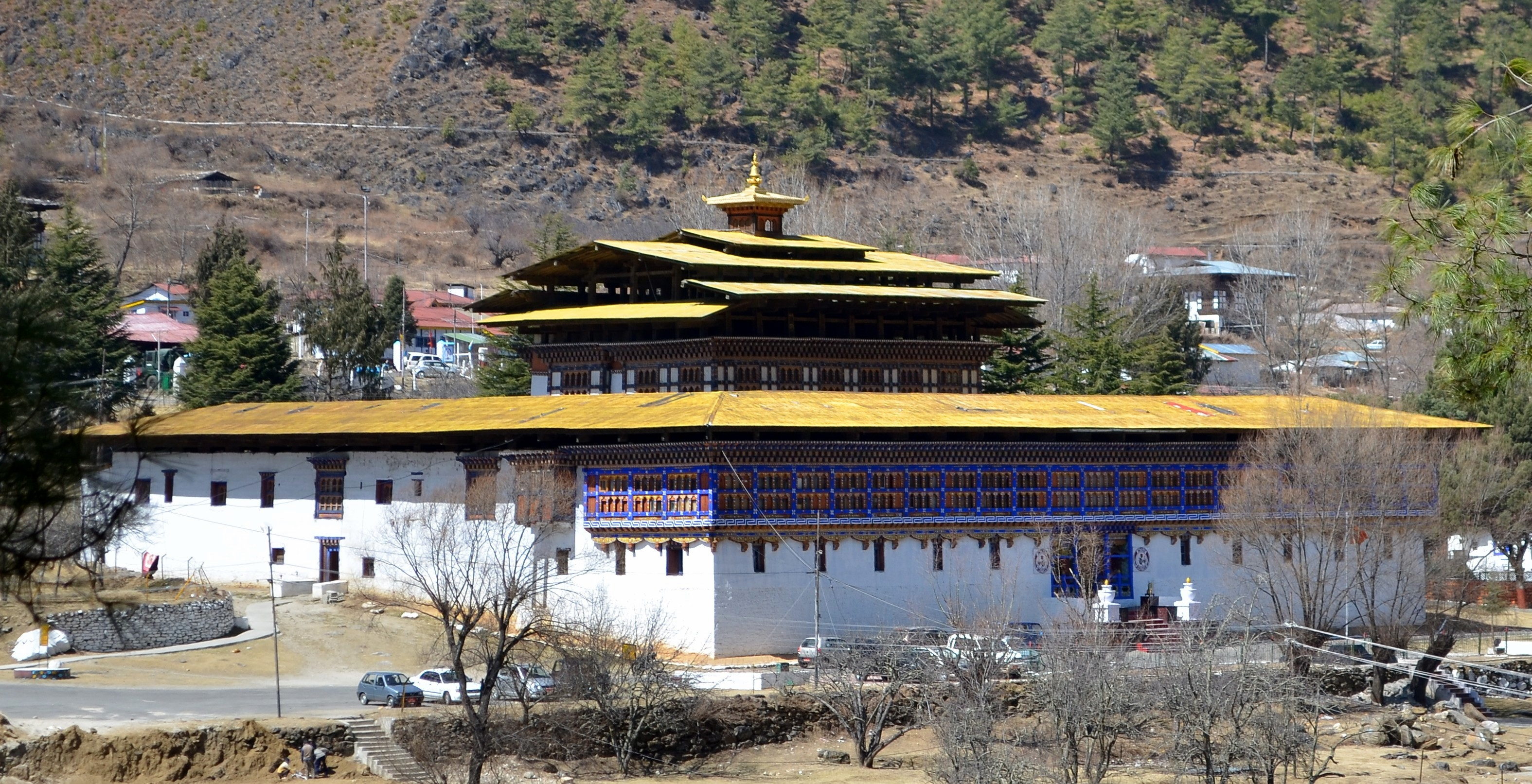
Le Ha-Dzong, le quartier-général de l'ARB.

Le 16 juin 2007, les effectifs de l'ARB sont de 9 021 soldats professionnels. En 2008, ce nombre doit être réduit à 8 000 personnels actifs. Cette évolution est en accord avec l'initiative de 2005 du gouvernement royal devant limiter les effectifs de l'armée royale du Bhoutan tout en améliorant l'entraînement des membres de la milice bhoutanaise.

### Army Welfare Project
L' Army Welfare Project (Projet de bien-être de l'armée) est une entreprise commerciale de l'ARB créée en 1974 pour permettre aux vétérans de l'armée et du corps des gardes du corps royaux d'obtenir des bénéfices grâce à des emplois, des pensions ou des prêts. L'Army Welfare Project produit ainsi de l'alcool dans trois distilleries situées à Sarpang, Samdrup Jongkhar et Samtse. En 2001, l'Army Welfare Project a ainsi produit annuellement 8 millions de litres d'alcool dont 60 % sont vendus sur le marché local et le reste est exporté en Inde.

## Équipement
L'ARB est une force d'infanterie légère dont l'armement est principalement d'origine indienne :
- Browning GP (pistolet)[12] ;
- AK 101 (fusil d'assaut)[12] ;
- AK 104 (fusil d'assaut) ;
- Fusil Insas (fusil d'assaut) ;
- FN FAL/FALO (fusil automatique) ;
- HK G3 (fusil d'assaut) ;
- M16A2  (fusil d’assaut) ;
- Mortiers de 81 mm.;

## Sources
- (en) Cet article est partiellement ou en totalité issu de l’article de Wikipédia en anglais intitulé « Royal Bhutan Army » (voir la liste des auteurs).
- Site de l'armée royale du Bhoutan